# Wehrkirche Pfahldorf

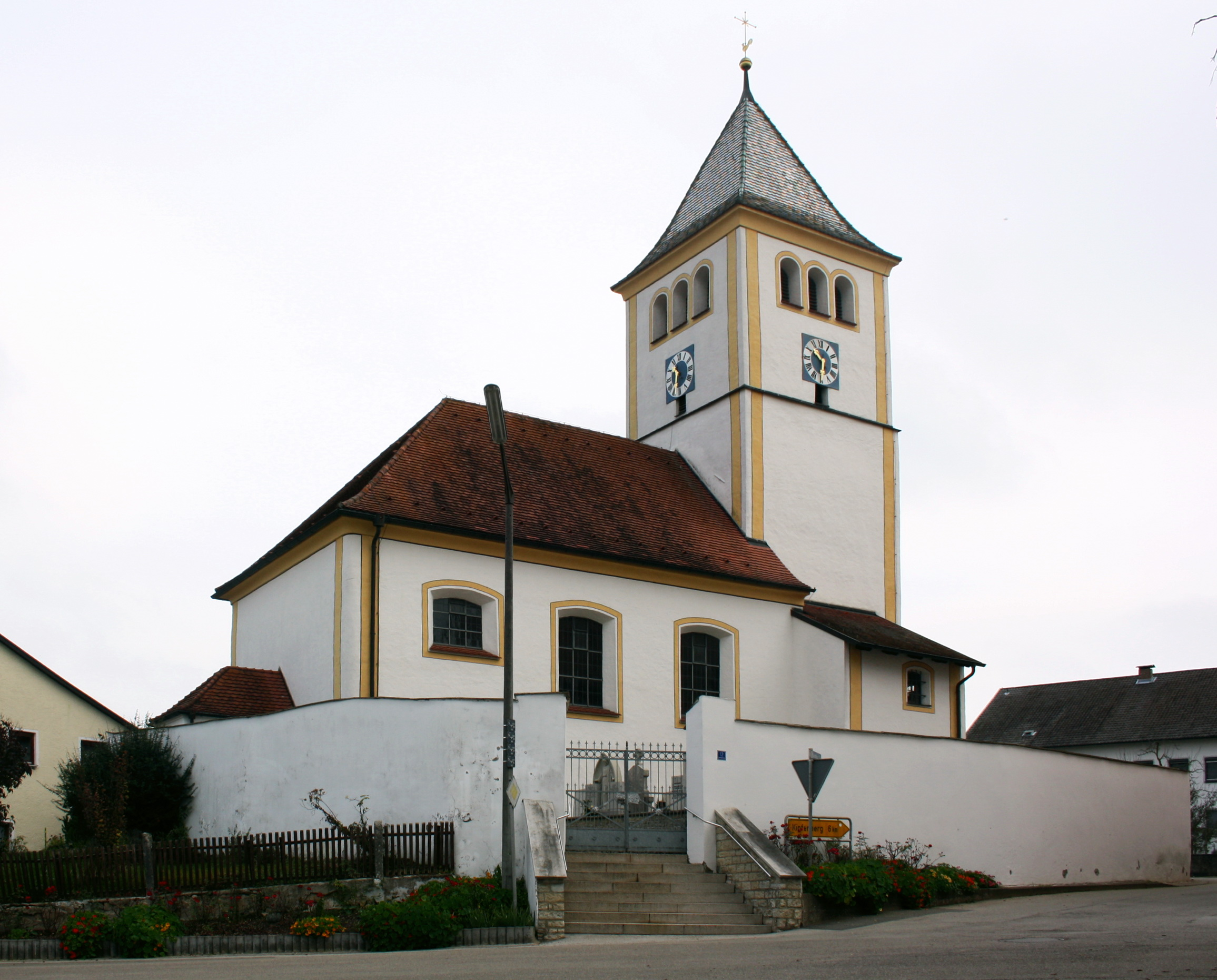
Pfarrkirche St. Johannes Baptist

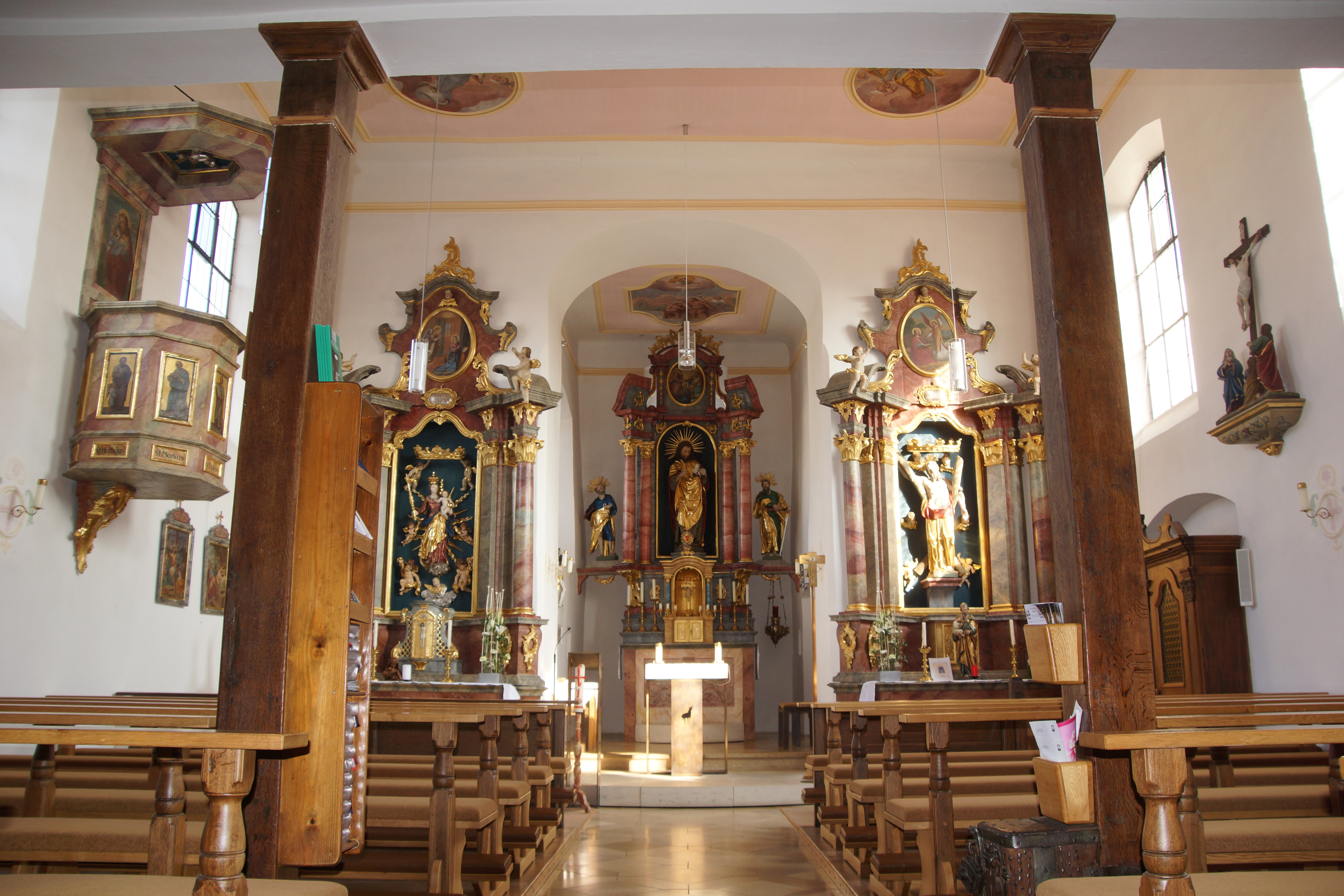
Kircheninneres

Die Wehrkirche Pfahldorf ist eine frühere Wehrkirche, heute die katholische Pfarrkirche St. Johannes Baptist in der Ortsmitte von Pfahldorf, einem Ortsteil des Marktes Kipfenberg im Landkreis Eichstätt in Bayern. Die Chorturmanlage ist unter der Aktennummer D-1-76-138-121 als denkmalgeschütztes Baudenkmal von Pfahldorf verzeichnet. Ebenso wird sie als Bodendenkmal unter der Aktennummer D-1-7034-0194 im Bayernatlas als „mittelalterliche und frühneuzeitliche Befunde im Bereich der Kath. Pfarrkirche St. Johann Baptist in Pfahldorf“ geführt.

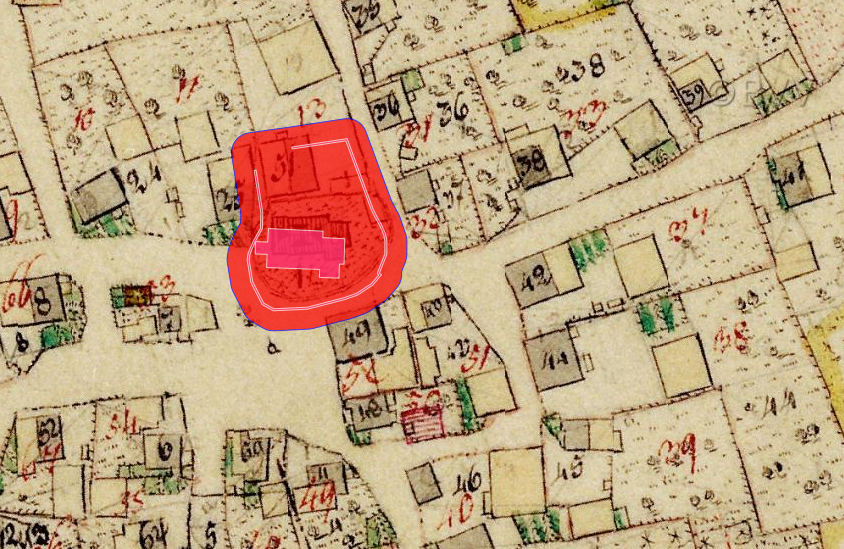
Lageplan von Wehrkirche Pfahldorf auf dem Urkataster von Bayern

Von den ehemaligen mittelalterlichen Befestigungen in erhöhter Lage, die vermutlich auch als Fliehburg für die Ortsbevölkerung diente, ist nur der Turm aus dem 14. Jahrhundert und die Friedhofsmauer (Friedhofsbefestigung) erhalten. Nach 1862 wurde die Anlage teilweise abgebrochen.